# Orthograde darmspoeling
Een orthograde darmspoeling, perorale orthograde darmspoeling of lavage is een vorm van darmspoeling, waarbij de dunne darm en dikke darm met behulp van een spoelvloeistof letterlijk schoongespoeld worden.

## Benaming
Indien de darmspoelingsvloeistof gedronken of toegediend door middel van een maagsonde, wordt er gesproken van een perorale orthograde darmspoeling. Bij darmspoeling via de anus of door een PEG-katheter of een stoma wordt er gesproken van een orthograde darmspoeling. Voor de spoelvloeistof wordt meestal 4 tot 6 liter macrogole oplossing gebruikt, bijvoorbeeld Kleen-Prep (R) of Transipeg (R).

## Indicaties en contra-indicaties

### Indicaties
Er zijn twee veelvoorkomende indicaties om een orthograde darmspoeling uit te voeren:
- ter voorbereiding op een operatie van de darmen
- ter voorbereiding op een colonoscopie.

### Contra-indicaties
Veelvoorkomende contra-indicaties zijn:
- (verdenking) van een obstructie in het spijsverteringsstelsel,
- decompensatio cordis,
- problemen met de maag.

## Uitvoering
Bij een perorale orthograde darmspoeling dient de patiënt de spoelvloeistof te drinken. Indien het door omstandigheden niet mogelijk is om te drinken zal een maagsonde ingebracht worden via welke de vloeistof wordt toegediend. Patiënten kunnen zich bij een orthograde darmspoeling onwel gaan voelen. Vooral als de spoelvloeistof zijn werk begint te doen kunnen zich klachten als misselijkheid, braken en buikkrampen voor doen. Een orthograde darmspoeling wordt in de meeste gevallen uitgevoerd door een verpleegkundige of verzorgende. Indien de patiënt een maagkatheter, stoma of peg-katheter heeft, zal meestal een verpleegkundige de spoelvloeistof toedienen. Stomapatiënten die poliklinisch een colonscopie krijgen, worden meestal door een stomaverpleegkundige geholpen.